# Зузу Анжел
Зулейка Анжел Джонс (5 июня 1921, Курвелу — 14 апреля 1976, Рио-де-Жанейро), более известная как Зузу Анжел, — бразильско-американский модельер, прославившаяся противостоянием бразильской военной диктатуре после насильственного исчезновения её сына Стюарта. Она также была матерью журналистки Хильдегард Анжел.
В 2014 году для сбора и изучения информации о преступлениях, совершённых в годы военной диктатуры Бразилии, поддерживаемой правительством США и ЦРУ, была создана Национальная комиссия правды. Бывший агент военных репрессий по имени Клаудио Антонио Герра подтвердил причастность агентов службы безопасности к смерти Зузу.

## Жизнь и карьера
Зузу Анжел родилась 5 июня 1921 года в Курвело, Бразилия. Будучи ребёнком, она переехала в Белу-Оризонти, позже поселившись в Баии. Культура и цвета Баии значительно повлияли на стиль творений Анжел. В 1947 году она переехала жить в Рио-де-Жанейро, столицу Бразилии на тот момент.
В 1950-х Анжел начала работать швеёй, обычно обшивая близких родственников. В начале 1970-х она открыла магазин в Ипанеме, одновременно начав выставлять свою одежду на американских подиумах. В своих показах она всегда использовала радость и богатство красок бразильской культуры, сделав себе имя в мире моды своего времени.
Анжел вышла замуж за американского продавца Нормана Анжела Джонса, и 11 января 1946 года у них родился сын Стюарт.

## Насильственное исчезновение Стюарта Анжела

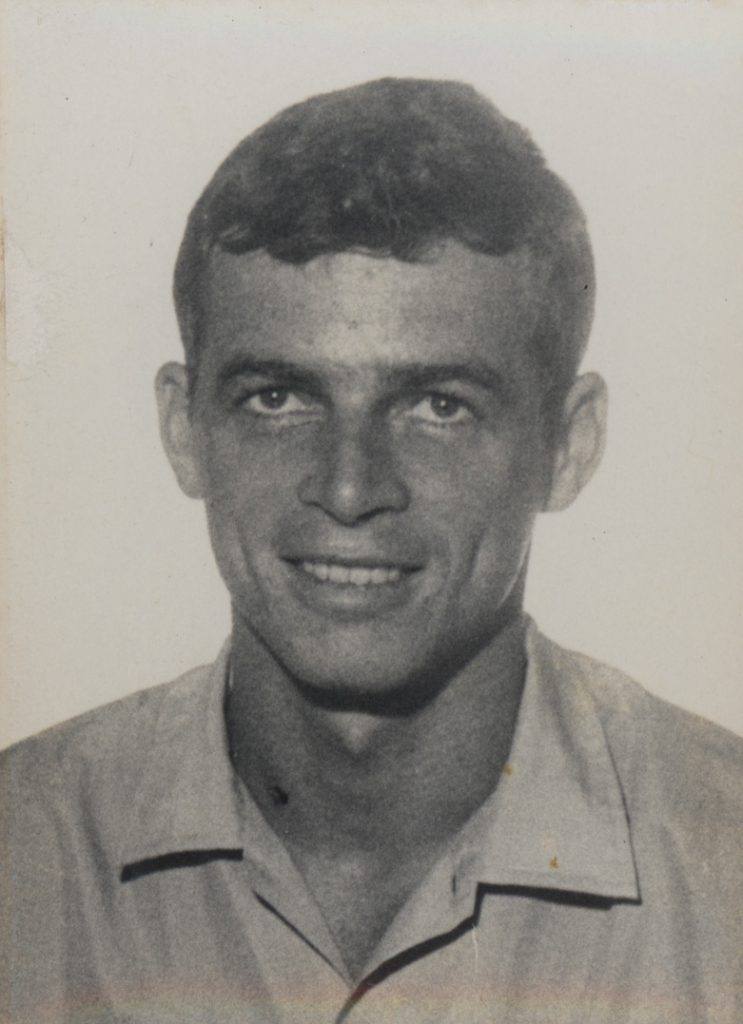
Стюарт Анжел

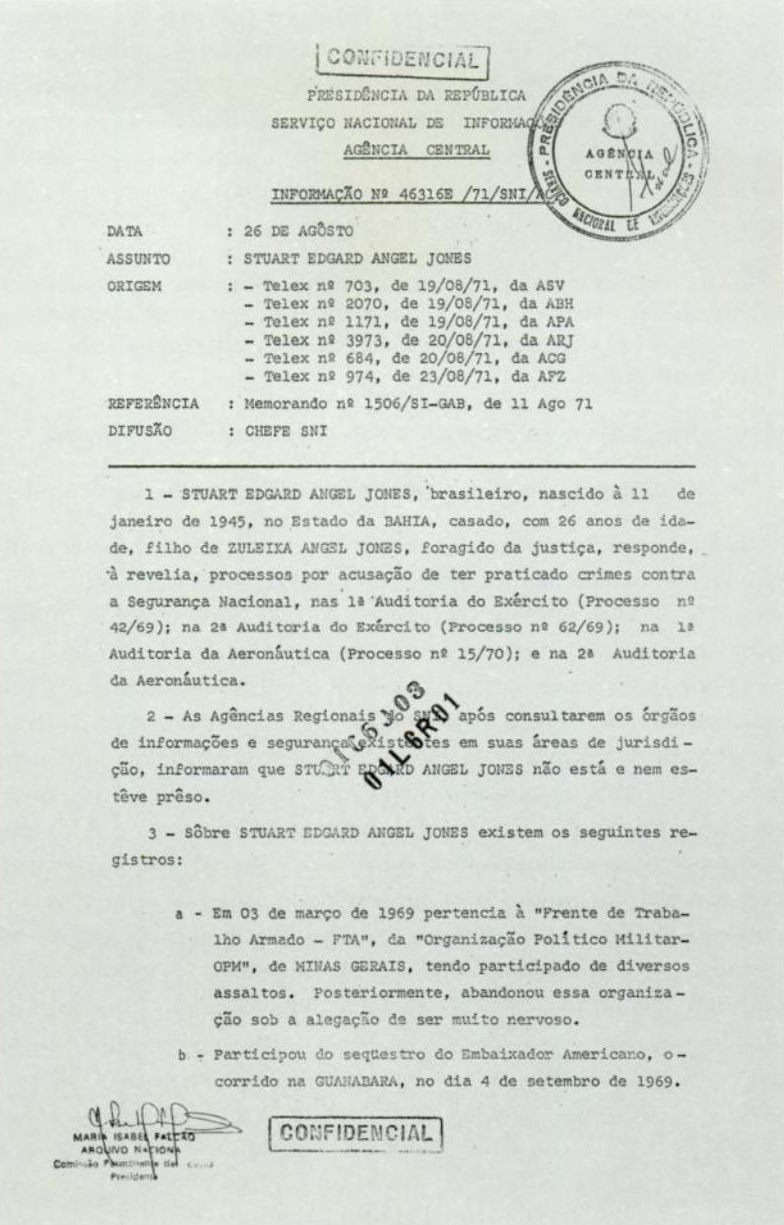
Документ SNI о Стюарте, 1971 г.

Стюарт Анжел учился на бакалавриате в Школе экономики Федерального университета Рио-де-Жанейро, когда присоединился к левой городской партизанской группировке «Революционное движение 8 октября» (Movimento Revolucionário 8 de Outubro — MR-8). Товарищи-партизаны знали его под кодовыми именами «Пауло» и «Энрике». Он женился на коллеге-боевике Соне Марии Морайс Анжел Джонс, которая позже умерла в заключении у политической полиции военной диктатуры.
Стюарт был арестован в районе Грахау, Рио-де-Жанейро, недалеко от Авеню 28 сентября, около 9 часов утра 14 июня 1971 года, офицерами Centro de Informações da Aeronáutica — CISA. Его доставили под стражу в штаб-квартиру CISA, где, как сообщается, его пытали. По словам политзаключённого Алекса Полари, который утверждал, что был свидетелем инцидента, затем Стюарта привязали к задней части джипа, приклеив рот к выхлопной трубе автомобиля, и протащили через двор военной базы, что привело к его смерти от удушья и отравления угарным газом. Его тело так и не было найдено.

### Последствия
Алекс Полари написал письмо Зузу Анжел, в котором сообщил обстоятельства смерти её сына. Основываясь на письме Полари и других доказательствах, Анжел сообщила об убийстве Теду Кеннеди, который описал случай во время выступления в Сенате США. Анжел также вручила госсекретарю США Генри Киссинджеру письмо, которое написала сама, перевод письма Полари и копию двадцатого тома книги «История Бразильской республики» Элио Сильвы. По словам Сильвы, реакцией режима на протесты американо-бразильской общины были смещение и последующая отставка бригадного генерала Жоао Пауло Бернье, которого Полари обвинил в причастности к смерти Стюарта, и увольнение министра Военно-воздушных сил Марсио де Соуза Мело.

## Смерть
Зузу Анжел погибла в автокатастрофе 14 апреля 1976 года. Внезапность её смерти вызвала подозрения в дальнейшем участии правительства; дело было расследовано Комиссией по политическим смертям и исчезновениям в рамках процесса № 237/96, которая нашла много причин сомневаться в официальной версии событий.
В 2014 году была подтверждена причастность к её смерти агентов военного репрессивного режима Бразилии. Бывший агент по имени Клаудио Антонио Герра написал книгу «Воспоминания о грязной войне», в которой подробно описал несколько преступлений, в которых сам участвовал, а также раскрыл подробности исторических событий того времени, среди которых первомайская атака в Риосентро, гибель Зузу Анжел и другие.
Клаудио Антонио Герра, который был директором Департамента политического и социального порядка, департамента, печально известного своей причастностью к пыткам, внесудебным казням и насильственным исчезновениям, указал на присутствие на месте во время происшествия полковника армии Фредди Пердигао, участника репрессий и известного палача. На фотографии, сделанной на месте аварии, в которой погибла модельер, Фредди Пердигао стоит рядом с машиной, словно прохожий. Фотография была сделана 14 апреля 1976 года и была опубликована в прессе в день катастрофы, но Пердигао не был идентифицирован, пока Герра не указал на него членам Комиссии.

## Дань уважения и культурные отсылки
Стюарт Анжел назван покровителем Juventude Revolucionária 8 de Outubro, молодёжного отделения MR-8. MR-8 теперь является фракцией Бразильского демократического движения.
Вероятная смерть Стюарта от удушья и отравления угарным газом была упомянута в тексте песни «Cálice», написанной Чико Буарке и Жилберто Хилом. В знак уважения к Зузу и другим матерям, которые не смогли похоронить своих детей, Буарке написала песню «Angélica» в 1977 году.
В 2006 году события, связанные со смертью Стюарта, были инсценированы в фильме «Зузу Анжел» режиссёра Сержио Резенде. Фильм, в котором Даниэль де Оливейра играет Стюарта, рассказывает о борьбе Зузу, пытающейся узнать правду о смерти своего сына.
Туннель Dois Irmãos, соединяющий Гавеа с Сан-Конрадо, то самое место, где разбился автомобиль Зузу, был переименован в её честь.
В 2015 году на 94-летие Зузу был создан дудл Google с мотивом, адаптированным из принтов, которые она использовала в своих проектах.